# Сімау Саброза
Сіма́у Пе́дру Фонсе́ка Сабро́за (порт. Simão Pedro Fonseca Sabrosa, відоміший як Сімау; нар. 31 жовтня 1979 року, Віла-Реал, Португалія) — португальський футболіст, що грав на позиції півзахисника за низку європейських команд і національну збірну Португалії.
Володар Кубка Португалії. Чемпіон Португалії. Володар Кубка Туреччини. Переможець Ліги Європи. Володар Суперкубка УЄФА.

## Клубна кар'єра
Народився 31 жовтня 1979 року. Вихованець футбольної школи клубу «Спортінг». Дорослу футбольну кар'єру розпочав 1997 року в основній команді того ж клубу, в якій провів два сезони, взявши участь у 53 матчах чемпіонату. 
Протягом 1999—2001 років грав в Іспанії, захищав кольори «Барселони».
У складі каталонської команди не демонстрував свої найкращі якості й 2001 року повернувся на батьківщину, ставши гравцем «Бенфіки». Відіграв за лісабонський клуб наступні шість сезонів своєї ігрової кар'єри. Більшість часу, проведеного у складі «Бенфіки», був основним гравцем команди. У складі «Бенфіки» був одним з головних бомбардирів команди, мавши середню результативність на рівні 0,44 голу за гру першості. У сезоні 2004/05 виборов титул чемпіона Португалії.
Згодом з 2007 по 2014 рік грав у складі команд клубів «Атлетіко», «Бешикташ» та «Еспаньйол». З «Атлетіко» додав до переліку своїх трофеїв титул переможця Ліги Європи, ставав володарем Суперкубка УЄФА.
Завершив професійну ігрову кар'єру в індійському «Норт-Іст Юнайтед», за команду якого виступав протягом 2015 року.

## Виступи за збірні
1996 року дебютував у складі юнацької збірної Португалії, взяв участь у 30 іграх на юнацькому рівні, відзначившись 20 забитими голами.
Протягом 1998–2000 років залучався до складу молодіжної збірної Португалії. На молодіжному рівні зіграв у 19 офіційних матчах, забив 10 голів.
1998 року дебютував в офіційних матчах у складі національної збірної Португалії. Протягом кар'єри у національній команді, яка тривала 13 років, провів у формі головної команди країни 85 матчів, забивши 22 голи.
У складі збірної був учасником домашнього чемпіонату Європи 2004 року, де разом з командою здобув «срібло», чемпіонату світу 2006 року у Німеччині, чемпіонату Європи 2008 року в Австрії та Швейцарії, а також чемпіонату світу 2010 року у ПАР.

## Статистика виступів

### Статистика клубних виступів
| Сезон                 | Команда               | Чемпіонат             | Чемпіонат | Чемпіонат | Національний кубок | Національний кубок | Національний кубок | Континентальні кубки | Континентальні кубки | Континентальні кубки | Інші змагання | Інші змагання | Інші змагання | Усього за | Усього за |
| Сезон                 | Команда               | Ліга                  | Ігор      | Голів     | Ліга               | Ігор               | Голів              | Ліга                 | Ігор                 | Голів                | Ліга          | Ігор          | Голів         | Ігор      | Голів     |
| --------------------- | --------------------- | --------------------- | --------- | --------- | ------------------ | ------------------ | ------------------ | -------------------- | -------------------- | -------------------- | ------------- | ------------- | ------------- | --------- | --------- |
| 1996–97               | «Спортінг»            | ПЛ                    | 2         | 1         | КП                 | 1                  | 0                  | -                    | -                    | -                    | -             | -             | -             | 3         | 1         |
| 1997–98               | «Спортінг»            | ПЛ                    | 21        | 1         | КП                 | 3                  | 0                  | ЛЧ                   | 2                    | 0                    | -             | -             | -             | 26        | 1         |
| 1998–99               | «Спортінг»            | ПЛ                    | 30        | 10        | КП                 | 1                  | 0                  | КУЄФА                | 2                    | 0                    | -             | -             | -             | 33        | 10        |
| Усього за «Спортінг»  | Усього за «Спортінг»  | Усього за «Спортінг»  | 53        | 12        |                    | 5                  | 0                  |                      | 4                    | 0                    |               | -             | -             | 62        | 12        |
| 1999–00               | «Барселона»           | ПД                    | 21        | 1         | КІ                 | 3                  | 0                  | ЛЧ                   | 7                    | 0                    | СІ            | 1             | 0             | 32        | 1         |
| 2000–01               | «Барселона»           | ПД                    | 25        | 2         | КІ                 | 4                  | 1                  | ЛЧ+КУЄФА             | 6+3                  | 0                    | -             | -             | -             | 38        | 3         |
| Усього за «Барселону» | Усього за «Барселону» | Усього за «Барселону» | 46        | 3         |                    | 7                  | 1                  |                      | 16                   | 0                    |               | 1             | 0             | 70        | 4         |
| 2001–02               | «Бенфіка»             | ПЛ                    | 26        | 10        | КП                 | 1                  | 0                  | -                    | -                    | -                    | -             | -             | -             | 27        | 10        |
| 2002–03               | «Бенфіка»             | ПЛ                    | 33        | 18        | КП                 | 0                  | 0                  | -                    | -                    | -                    | -             | -             | -             | 33        | 18        |
| 2003–04               | «Бенфіка»             | ПЛ                    | 31        | 12        | КП                 | 4                  | 1                  | ЛЧ+КУЄФА             | 2+8                  | 1+1                  | -             | -             | -             | 45        | 15        |
| 2004–05               | «Бенфіка»             | ПЛ                    | 34        | 15        | КП                 | 4                  | 3                  | ЛЧ+КУЄФА             | 2+8                  | 0+4                  | СП            | 1             | 0             | 49        | 22        |
| 2005–06               | «Бенфіка»             | ПЛ                    | 24        | 9         | КП                 | 3                  | 2                  | ЛЧ                   | 8                    | 2                    | СП            | 1             | 0             | 36        | 13        |
| 2006–07               | «Бенфіка»             | ПЛ                    | 24        | 11        | КП                 | 3                  | 1                  | ЛЧ+КУЄФА             | 6+6                  | 0+4                  | -             | -             | -             | 39        | 16        |
| Усього за «Бенфіку»   | Усього за «Бенфіку»   | Усього за «Бенфіку»   | 172       | 75        |                    | 15                 | 7                  |                      | 40                   | 12                   |               | 2             | 0             | 229       | 94        |
| 2007–08               | «Атлетіко»            | ПД                    | 30        | 7         | КІ                 | 3                  | 0                  | Інт+КУЄФА            | 0+8                  | 3                    | -             | -             | -             | 41        | 10        |
| 2008–09               | «Атлетіко»            | ПД                    | 33        | 7         | КІ                 | 3                  | 0                  | ЛЧ                   | 8                    | 2                    | -             | -             | -             | 44        | 9         |
| 2009–10               | «Атлетіко»            | ПД                    | 34        | 2         | КІ                 | 8                  | 3                  | ЛЧ+ЛЄ                | 8+9                  | 1+1                  | -             | -             | -             | 59        | 7         |
| 2010-січ. 2011        | «Атлетіко»            | ПД                    | 16        | 4         | КІ                 | 1                  | 1                  | ЛЄ                   | 6                    | 1                    | СУ            | 1             | 0             | 24        | 6         |
| Усього за «Атлетіко»  | Усього за «Атлетіко»  | Усього за «Атлетіко»  | 113       | 20        |                    | 15                 | 4                  |                      | 39                   | 8                    |               | 1             | 0             | 168       | 32        |
| січ.-черв. 2011       | «Бешикташ»            | СЛ                    | 15        | 5         | КТ                 | 5                  | 3                  | ЛЄ                   | -                    | -                    | -             | -             | -             | 20        | 8         |
| 2011–12               | «Бешикташ»            | СЛ                    | 25+6      | 3         | КТ                 | 2                  | 0                  | ЛЄ                   | 9                    | 2                    | -             | -             | -             | 42        | 5         |
| Усього за «Бешикташ»  | Усього за «Бешикташ»  | Усього за «Бешикташ»  | 40+6      | 8         |                    | 7                  | 3                  |                      | 9                    | 2                    |               | -             | -             | 62        | 13        |
| 2012–13               | «Еспаньйол»           | ПД                    | 26        | 3         | КІ                 | 1                  | 0                  | -                    | -                    | -                    | -             | -             | -             | 27        | 3         |
| 2013–14               | «Еспаньйол»           | ПД                    | 33        | 0         | КІ                 | 2                  | 2                  | -                    | -                    | -                    | -             | -             | -             | 35        | 2         |
| Усього за «Еспаньйол» | Усього за «Еспаньйол» | Усього за «Еспаньйол» | 59        | 3         |                    | 3                  | 2                  |                      | -                    | -                    |               | -             | -             | 62        | 5         |
| 2015                  | «Норт-Іст Юнайтед»    | ІСЛ                   | 10        | 3         | -                  | -                  | -                  | -                    | -                    | -                    | -             | -             | -             | 10        | 3         |
| Усього за кар'єру     | Усього за кар'єру     | Усього за кар'єру     | 493+6     | 124       |                    | 52                 | 17                 |                      | 108                  | 22                   |               | 4             | 0             | 663       | 163       |

### Статистика виступів за збірну
| Дата       | Місто              | Господарі            | Результат             | Гості                | Турнір                       | Голи | Примітки       |
| ---------- | ------------------ | -------------------- | --------------------- | -------------------- | ---------------------------- | ---- | -------------- |
| 18-11-1998 | Сетубал            | Португалія           | 2 – 0                 | Ізраїль              | товариський матч             | 1    | 46'            |
| 16-08-2000 | Візеу              | Португалія           | 5 – 1                 | Литва                | товариський матч             | -    | 46'            |
| 03-09-2000 | Таллінн            | Естонія              | 1 – 3                 | Португалія           | Відбір до ЧС 2002            | -    | 71'            |
| 07-10-2000 | Лісабон            | Португалія           | 1 – 1                 | Ірландія             | Відбір до ЧС 2002            | -    | 77'            |
| 11-10-2000 | Роттердам          | Нідерланди           | 0 – 2                 | Португалія           | Відбір до ЧС 2002            | -    | 90'            |
| 15-11-2000 | Брага              | Португалія           | 2 – 1                 | Ізраїль              | товариський матч             | -    | 70'            |
| 25-04-2001 | Сен-Дені           | Франція              | 4 – 0                 | Португалія           | товариський матч             | -    | 43'            |
| 15-08-2001 | Фару               | Португалія           | 3 – 0                 | Молдова              | товариський матч             | -    | 59'            |
| 01-09-2001 | Лерида             | Андорра              | 1 – 7                 | Португалія           | Відбір до ЧС 2002            | -    | 46'            |
| 05-09-2001 | Ларнака            | Кіпр                 | 1 – 3                 | Португалія           | Відбір до ЧС 2002            | -    | 81'            |
| 06-10-2001 | Лісабон            | Португалія           | 5 – 0                 | Естонія              | Відбір до ЧС 2002            | -    | 46'            |
| 13-02-2002 | Барселона          | Іспанія              | 1 – 1                 | Португалія           | товариський матч             | -    | 46'            |
| 27-03-2002 | Порту              | Португалія           | 1 – 4                 | Фінляндія            | товариський матч             | -    | 28'            |
| 07-09-2002 | Бірмінгем          | Англія               | 1 – 1                 | Португалія           | товариський матч             | -    | 46'            |
| 20-11-2002 | Брага              | Португалія           | 2 – 0                 | Шотландія            | товариський матч             | -    | 78'            |
| 12-02-2003 | Генуя              | Італія               | 1 – 0                 | Португалія           | товариський матч             | -    | 62'            |
| 29-03-2003 | Порту              | Португалія           | 2 – 1                 | Бразилія             | товариський матч             | 1    | 87'            |
| 02-04-2003 | Лозанна            | Португалія           | 1 – 0                 | Північна Македонія   | товариський матч             | -    | 56'            |
| 30-04-2003 | Ейндговен          | Нідерланди           | 1 – 1                 | Португалія           | товариський матч             | 1    |                |
| 20-08-2003 | Шавеш              | Португалія           | 1 – 0                 | Казахстан            | товариський матч             | 1    | 46'            |
| 11-10-2003 | Лісабон            | Португалія           | 5 – 3                 | Албанія              | товариський матч             | 1    | 46'            |
| 15-11-2003 | Авейру             | Португалія           | 1 – 1                 | Греція               | товариський матч             | -    | 46'            |
| 19-11-2003 | Лейрія             | Португалія           | 8 – 0                 | Кувейт               | товариський матч             | -    |                |
| 18-02-2004 | Фару               | Португалія           | 1 – 1                 | Англія               | товариський матч             | -    | 46'            |
| 31-03-2004 | Брага              | Португалія           | 1 – 2                 | Італія               | товариський матч             | -    | 46'            |
| 28-04-2004 | Коїмбра            | Португалія           | 2 – 2                 | Швеція               | товариський матч             | -    | 63'            |
| 29-05-2004 | Агеда              | Португалія           | 3 – 0                 | Люксембург           | товариський матч             | -    |                |
| 05-06-2004 | Сетубал            | Португалія           | 4 – 1                 | Литва                | товариський матч             | -    | 46'            |
| 12-06-2004 | Порту              | Португалія           | 1 – 2                 | Греція               | ЧЄ 2004 - 1-й етап           | -    | 46'            |
| 16-06-2004 | Лісабон            | Росія                | 0 – 2                 | Португалія           | ЧЄ 2004 - 1-й етап           | -    | 63'            |
| 24-06-2004 | Лісабон            | Португалія           | 2 – 2 (8 – 7 п.п.)    | Англія               | ЧЄ 2004 - чвертьфінал        | -    | 63'            |
| 04-09-2004 | Рига               | Латвія               | 0 – 2                 | Португалія           | Відбір до ЧС 2006            | -    | 68'            |
| 08-09-2004 | Лейрія             | Португалія           | 4 – 0                 | Естонія              | Відбір до ЧС 2006            | -    | 70'            |
| 09-10-2004 | Вадуц              | Ліхтенштейн          | 2 – 2                 | Португалія           | Відбір до ЧС 2006            | -    | 57'            |
| 13-10-2004 | Лісабон            | Португалія           | 7 – 1                 | Росія                | Відбір до ЧС 2006            | 1    |                |
| 09-02-2005 | Дублін             | Ірландія             | 1 – 0                 | Португалія           | товариський матч             | -    | 61'            |
| 26-03-2005 | Барселуш           | Португалія           | 4 – 1                 | Канада               | товариський матч             | -    | 46'            |
| 30-03-2005 | Братислава         | Словаччина           | 1 – 1                 | Португалія           | Відбір до ЧС 2006            | -    |                |
| 03-09-2005 | Фару               | Португалія           | 6 – 0                 | Люксембург           | Відбір до ЧС 2006            | 2    | 62'            |
| 07-09-2005 | Москва             | Росія                | 0 – 0                 | Португалія           | Відбір до ЧС 2006            | -    | 76'            |
| 08-10-2005 | Авейру             | Португалія           | 2 – 1                 | Ліхтенштейн          | Відбір до ЧС 2006            | -    | 74'            |
| 27-05-2006 | Евора              | Португалія           | 4 – 1                 | Кабо-Верде           | товариський матч             | -    | 46'            |
| 03-06-2006 | Мец                | Люксембург           | 0 – 3                 | Португалія           | товариський матч             | 2    | 46'            |
| 11-06-2006 | Кельн              | Ангола               | 0 – 1                 | Португалія           | ЧС 2006 - 1-й етап           | -    |                |
| 17-06-2006 | Франкфурт-на-Майні | Португалія           | 2 – 0                 | Іран                 | ЧС 2006 - 1-й етап           | -    | 88'            |
| 21-06-2006 | Гельзенкірхен      | Португалія           | 2 – 1                 | Мексика              | ЧС 2006 - 1-й етап           | 1    |                |
| 25-06-2006 | Нюрнберг           | Португалія           | 1 – 0                 | Нідерланди           | ЧС 2006 - 1/8 фіналу         | -    | 34'            |
| 01-07-2006 | Гельзенкірхен      | Англія               | 0 – 0 д.ч. (1-3 п.п.) | Португалія           | ЧС 2006 - чвертьфінал        | -    | 63'            |
| 05-07-2006 | Мюнхен             | Португалія           | 0 – 1                 | Франція              | ЧС 2006 - півфінал           | -    | 68'            |
| 08-07-2006 | Штутгарт           | Німеччина            | 3 – 1                 | Португалія           | ЧС 2006 - матч за 3-тє місце | -    |                |
| 07-10-2006 | Порту              | Португалія           | 3 – 0                 | Азербайджан          | Відбір до ЧЄ 2008            | -    |                |
| 11-10-2006 | Хожув              | Польща               | 2 – 1                 | Португалія           | Відбір до ЧЄ 2008            | -    | 23'            |
| 15-11-2006 | Коїмбра            | Португалія           | 3 – 0                 | Казахстан            | Відбір до ЧЄ 2008            | 2    | 51'            |
| 06-02-2007 | Лондон             | Португалія           | 2 – 0                 | Бразилія             | товариський матч             | 1    | 62'            |
| 28-03-2007 | Белград            | Сербія               | 1 – 1                 | Португалія           | Відбір до ЧЄ 2008            | -    |                |
| 22-08-2007 | Єреван             | Вірменія             | 1 – 1                 | Португалія           | Відбір до ЧЄ 2008            | -    | 63'            |
| 08-09-2007 | Лісабон            | Португалія           | 2 – 2                 | Польща               | Відбір до ЧЄ 2008            | -    | 81'            |
| 12-09-2007 | Лісабон            | Португалія           | 1 – 1                 | Сербія               | Відбір до ЧЄ 2008            | 1    |                |
| 17-11-2007 | Лейрія             | Португалія           | 1 – 0                 | Вірменія             | Відбір до ЧЄ 2008            | -    | 77'            |
| 26-03-2008 | Дюссельдорф        | Греція               | 2 – 1                 | Португалія           | товариський матч             | -    | 17'            |
| 31-05-2008 | Візеу              | Португалія           | 2 – 0                 | Грузія               | товариський матч             | 1    | 46'            |
| 07-06-2008 | Женева             | Португалія           | 2 – 0                 | Туреччина            | ЧЄ 2008 - 1-й етап           | -    | 82'            |
| 11-06-2008 | Женева             | Чехія                | 1 – 3                 | Португалія           | ЧЄ 2008 - 1-й етап           | -    | 80'            |
| 19-06-2008 | Базель             | Португалія           | 2 – 3                 | Німеччина            | ЧЄ 2008 - чвертьфінал        | -    |                |
| 20-08-2008 | Лейрія             | Португалія           | 5 – 0                 | Фарерські острови    | товариський матч             | 1    | кап. 70'       |
| 06-09-2008 | Та-Калі            | Мальта               | 0 – 4                 | Португалія           | Відбір до ЧС 2010            | 1    | кап. 75'       |
| 10-09-2008 | Лісабон            | Португалія           | 2 – 3                 | Данія                | Відбір до ЧС 2010            | -    | кап. 72'       |
| 19-11-2008 | Гама               | Бразилія             | 6 – 2                 | Португалія           | товариський матч             | 1    | 77'            |
| 28-03-2009 | Порту              | Португалія           | 0 – 0                 | Швеція               | Відбір до ЧС 2010            | -    |                |
| 31-03-2009 | Лозанна            | Португалія           | 2 – 0                 | ПАР                  | товариський матч             | -    | 57'            |
| 06-06-2009 | Тирана             | Албанія              | 1 – 2                 | Португалія           | Відбір до ЧС 2010            | -    | 46'            |
| 12-08-2009 | Вадуц              | Ліхтенштейн          | 0 – 3                 | Португалія           | товариський матч             | -    | кап. 62'       |
| 05-09-2009 | Копенгаген         | Данія                | 1 – 1                 | Португалія           | Відбір до ЧС 2010            | -    | 71'            |
| 09-09-2009 | Будапешт           | Угорщина             | 0 – 1                 | Португалія           | Відбір до ЧС 2010            | -    | 49'            |
| 10-10-2009 | Лісабон            | Португалія           | 3 – 0                 | Угорщина             | Відбір до ЧС 2010            | 2    | 81'            |
| 14-10-2009 | Гімарайнш          | Португалія           | 4 – 0                 | Мальта               | Відбір до ЧС 2010            | 1    | кап.           |
| 14-11-2009 | Лісабон            | Португалія           | 1 – 0                 | Боснія і Герцеговина | Відбір до ЧС 2010            | -    | кап. 88'       |
| 18-11-2009 | Зениця             | Боснія і Герцеговина | 1 – 1                 | Португалія           | Відбір до ЧС 2010            | -    | кап. 27' - 80' |
| 03-03-2010 | Коїмбра            | Португалія           | 2 – 0                 | КНР                  | товариський матч             | -    | 46'            |
| 01-06-2010 | Ковілян            | Португалія           | 3 – 1                 | Камерун              | товариський матч             | -    | 46'            |
| 08-06-2010 | Йоганнесбург       | Португалія           | 3 – 0                 | Мозамбік             | товариський матч             | -    | кап. 62'       |
| 15-06-2010 | Порт-Елізабет      | Кот-д'Івуар          | 0 – 0                 | Португалія           | ЧС 2010 - 1-й етап           | -    | 55'            |
| 21-06-2010 | Кейптаун           | Португалія           | 7 – 0                 | Північна Корея       | ЧС 2010 - 1-й етап           | 1    | 74'            |
| 25-06-2010 | Дурбан             | Португалія           | 0 – 0                 | Бразилія             | ЧС 2010 - 1-й етап           | -    | 54'            |
| 29-06-2010 | Кейптаун           | Іспанія              | 1 – 0                 | Португалія           | ЧС 2010 - 1/8 фіналу         | -    | 72'            |
| Усього     |                    | Матчів               | 85                    |                      | Голів (10 місце)             | 22   |                |

## Досягнення
- Чемпіон Європи (U-16): 1996
- Віце-чемпіон Європи: 2004

«Бенфіка»
- Чемпіон Португалії: 2004—2005
- Володар кубка Португалії: 2003—2004
- Володар суперкубка Португалії: 2005

«Атлетіко»
- Переможець Ліги Європи УЄФА: 2009–2010
- Володар суперкубка УЄФА: 2010

«Бешикташ»
- Володар кубка Туреччини: 2010—2011